# Kreis Shkodra
Der Kreis Shkodra (albanisch: Rrethi i Shkodrës) war einer der 36 Verwaltungskreise Albaniens, die im Sommer 2015 nach einer Verwaltungsreform aufgehoben worden sind. Mit einer Fläche von 1631 Quadratkilometern handelte es sich um den zweitgrößten Kreis des Landes. Das Gebiet liegt im Norden Albaniens und gehört zum gleichnamigen Qark. Benannt wurde der Kreis nach der Hauptstadt Shkodra. Die Bevölkerungszahl belief sich auf 166.050 Einwohner (Volkszählung 2011). Die Lokalbehörden sprachen hingegen von 248.480 Einwohnern.

## Geographie

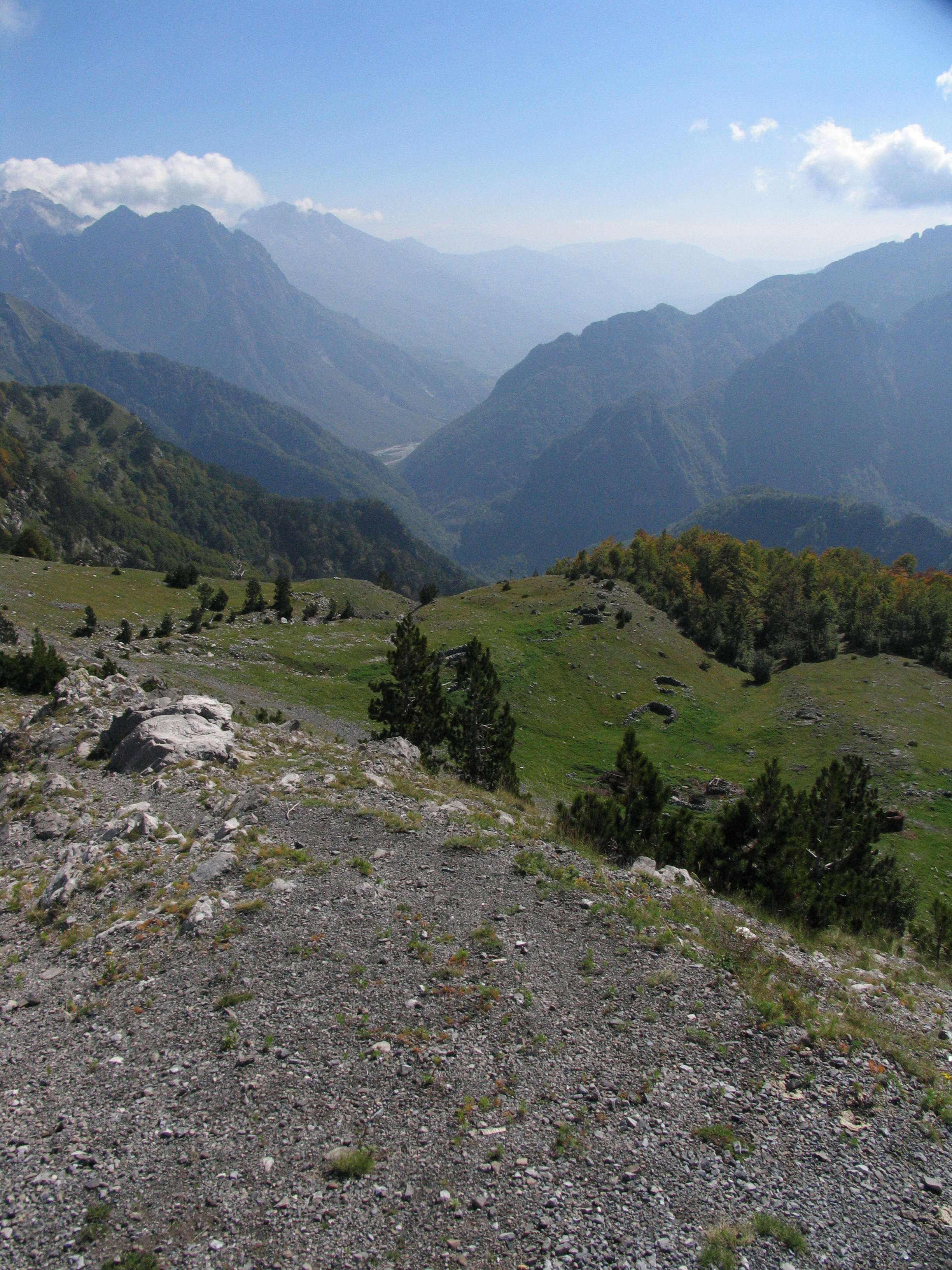
Shala-Tal bei Theth im Norden

Aufgrund der Größe ist die Natur des Gebiets äußerst vielfältig. Sie lässt sich in zwei Hauptgebiete unterteilen: Von den Stränden des Adriatischen Meers im Süden bis hinter Shkodra zieht sich die Küstenebene. Der Rest ist Bergland, das mit Hügeln beginnt und sich bis zu den höchsten Gipfeln der Albanischen Alpen im Norden. erstreckt. Im Westen liegt Montenegro.

### Gewässer

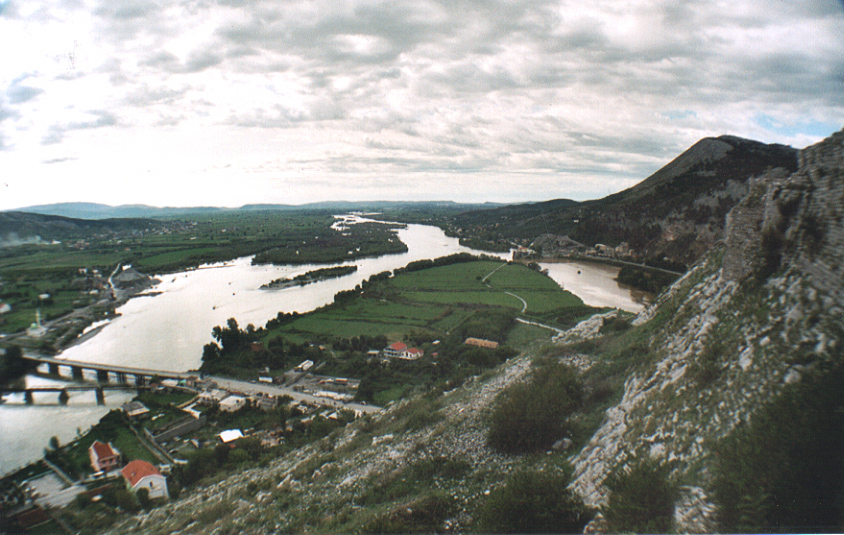
Zusammenfluss von Drin und Buna bei Shkodra

Neben der Adria im Südwesten bildeten weitere Gewässer streckenweise die Grenze des Kreises: Im Nordosten liegt der Shkodrasee. Die Buna, die den See mit dem Meer verbindet, bildet während eines Teils ihres Verlaufs die Grenze des Kreises zu Montenegro. Der Drin wiederum, gestaut zum Koman-See und Liqen i Vaut të Dejës, ist im Südosten die Grenze. Die beiden rechtsseitige Nebenflüsse des Drin, Kir und Shala, entwässern den nördlichen Teil des Kreises.

### Ebene

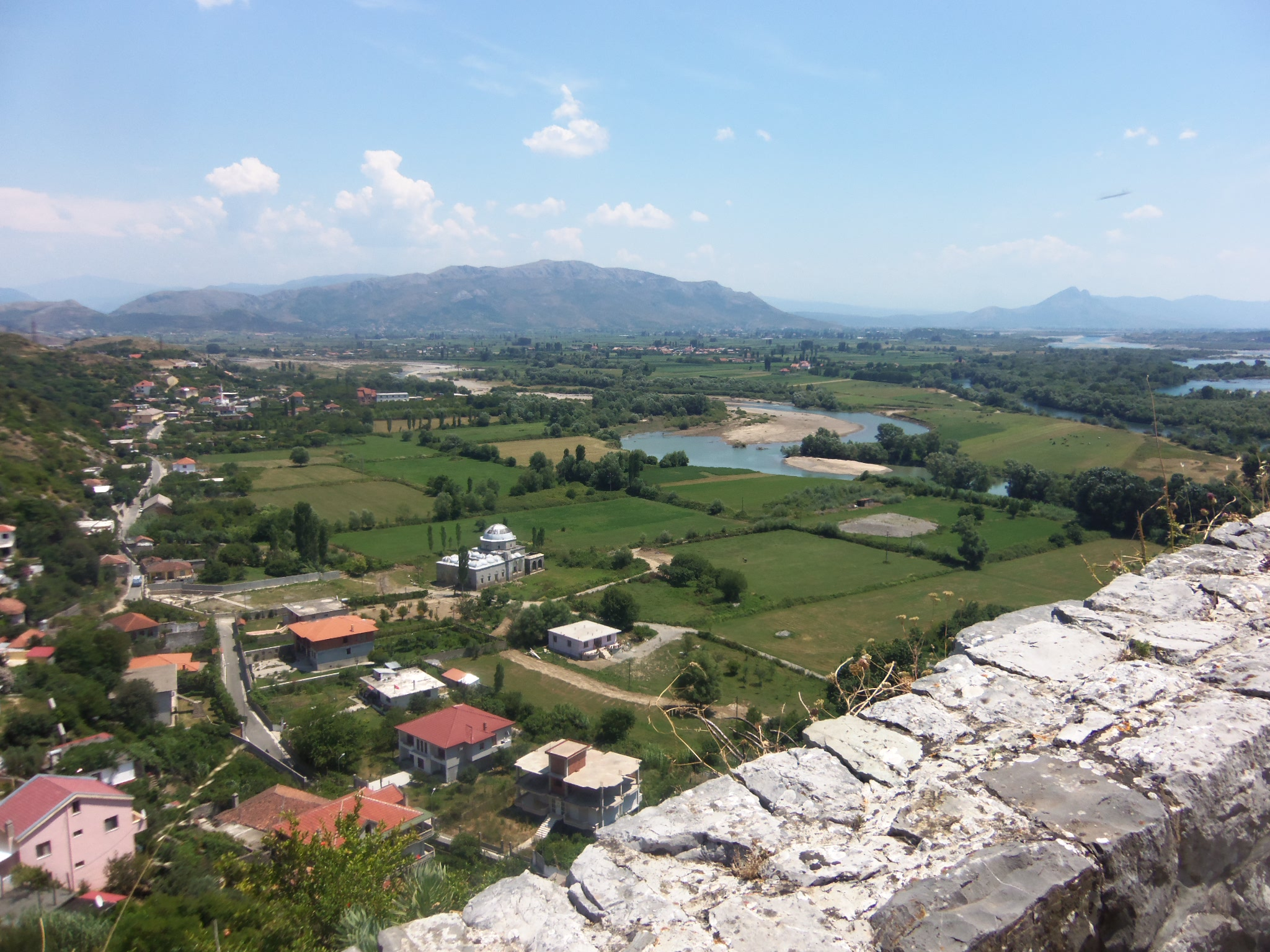
Ebene südlich von Shkodra

Der Südwesten befindet sich eine große Schwemmlandebene, die von Drin und Buna durchzogen wird. Die Ebene beginnt bei Lezha und zieht sich entlang des Ostufers des flachen Shkodrasees bis an die montenegrinische Grenze. Aber auch dieser ebene Küstenstreifen wird immer wieder von Erhebungen unterbrochen. Zwei stattliche Hügel von fast 400 Meter Höhe ziehen sich parallel zur Küste von Lezha bis Velipoja. Am Südwestufer des Shkodrasees erhebt sich der Berg Tarabosh (594 m ü. A.). Lokales Zentrum im Gebiet südlich von Shkodra ist das Dorf Bushat am Rande der Zadrima-Ebene, bis 2015 eine eigenständige Gemeinde mit 14.149 Einwohnern.
Die Ufer von Buna und Shkodrasse sowie die Feuchtgebiete rund um Velipoja sind bedeutende Naturschutzgebiete. Viele Zug- und Wasservögel halten sich hier auf.

### Albanische Alpen

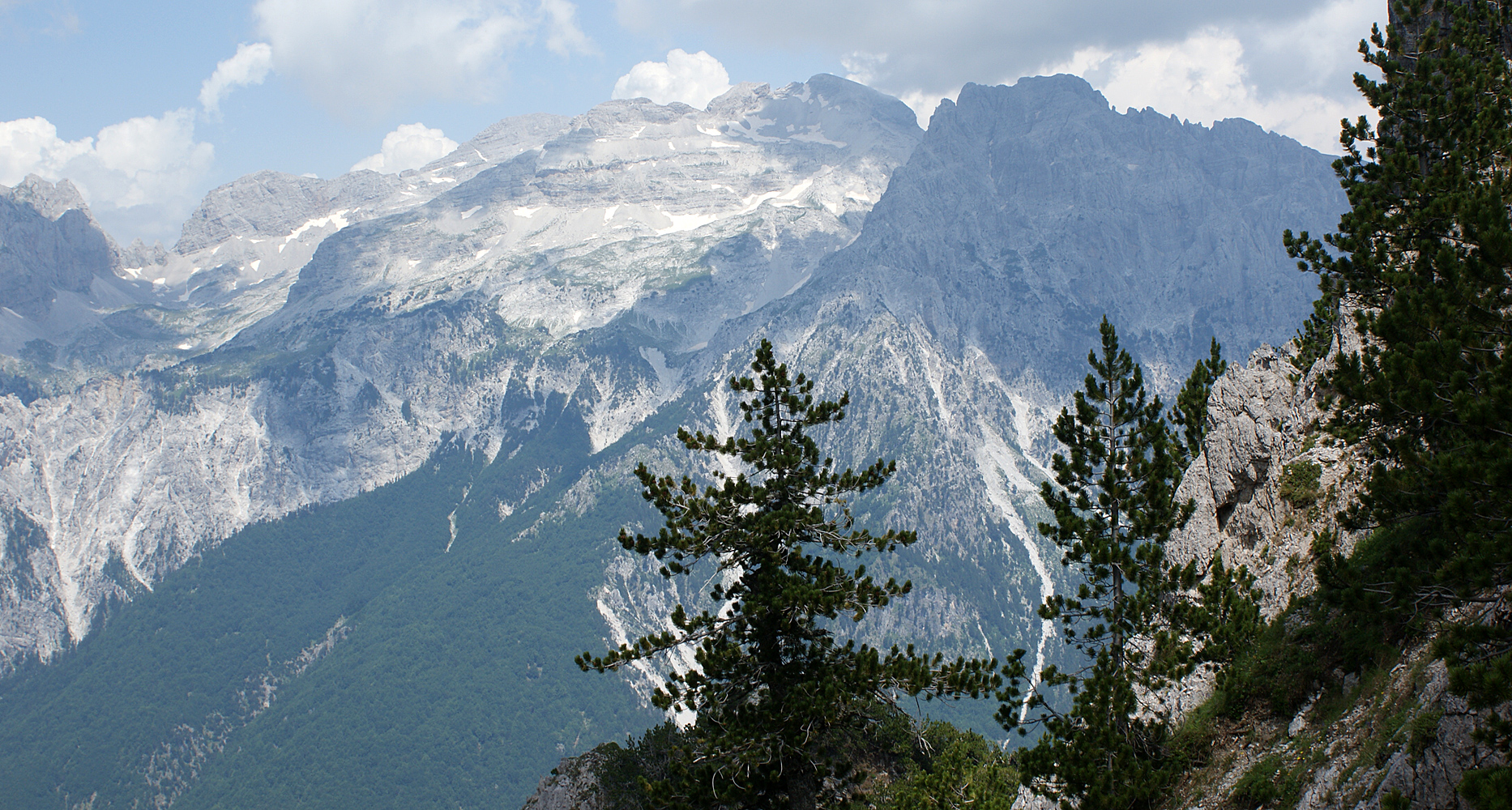
Die Jezerca ist der höchste Gipfel der Albanischen Alpen

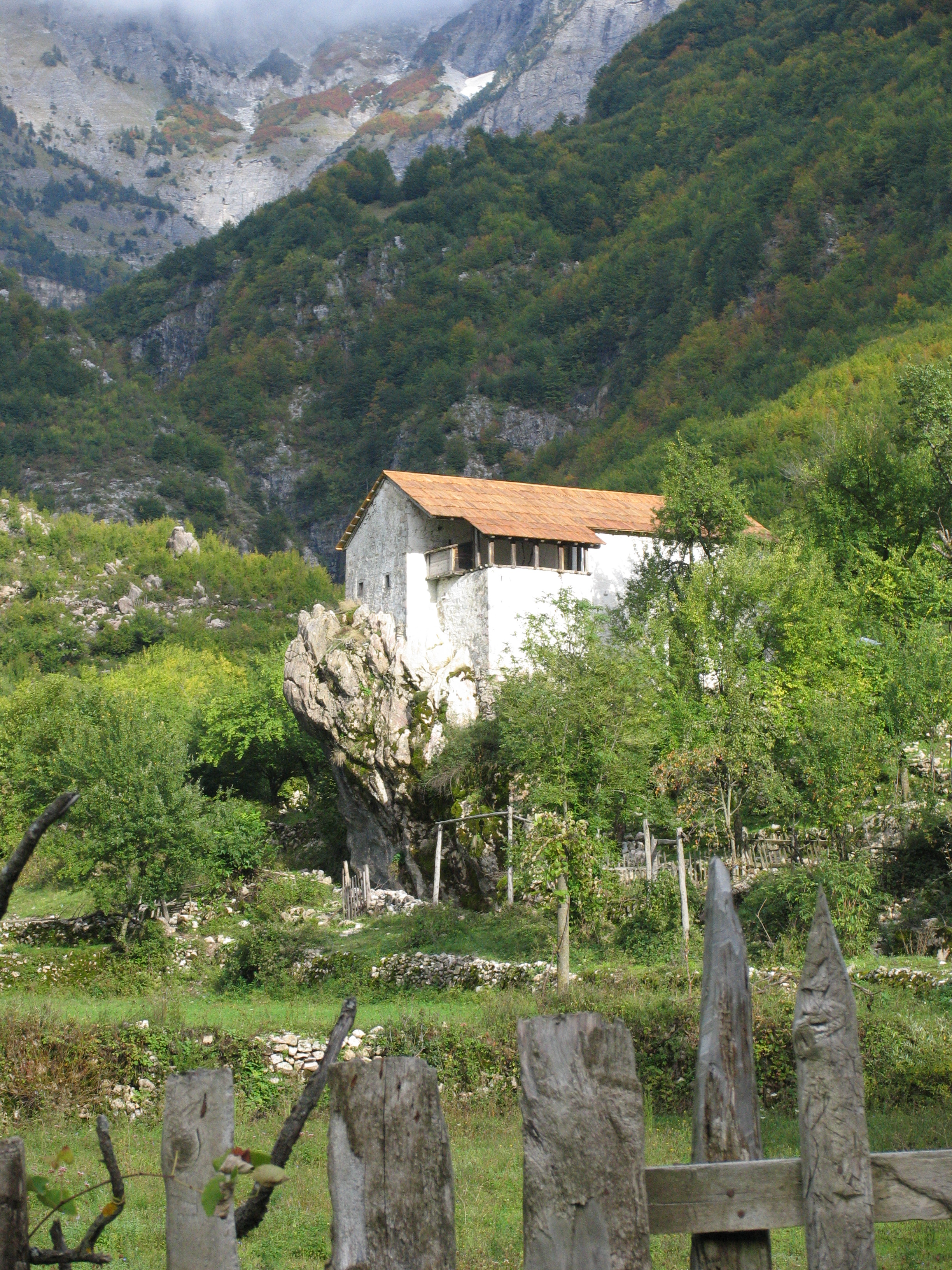
Haus in Theth

Zum Gebiet des Kreises gehörten diejenigen Teile der westlichen Alpen, die zum Drin entwässert werden (im Gegensatz zur Malësia e Madhe, die zum Shkodrasee entwässert wird). Es handelt sich hierbei insbesondere um die Täler des Kir und der Shala. Der äußerste Norden des Kreises ist Hochgebirge. Mit zunehmender Distanz zum Meer und der Küstenebene steigt die Landschaft schnell auf stattliche Höhen. Keine 20 Kilometer nordöstlich von Shkodra liegt der Maranaj mit 1576 m ü. A. Dahinter liegt die Region Pult, ein abgelegenes Bergtal. Diverse Gipfel südlich davon erreichen auch fast die Höhe des Maranaj, die Maja e Cukalit 30 Kilometer östlich von Shkodra im Cukali-Hochland kommt sogar auf 1723 m ü. A. Weiter im Norden rund um den Oberlauf des Shala-Flusses, das Theth-Tal, sammeln sich diverse Zweitausender. Ganz im Norden liegt die Jezerca (2694 m ü. A.), der höchste Berg der Albanischen Alpen.
Theth sowie die umgebenden Berge gehören zum Nationalpark Alpen Albaniens. Der Nationalpark schützt eine einzigartige Hochgebirgslandschaft, die Rückzugsgebiet für Luchse und andere Wildtiere ist. Im Trogtal von Theth finden sich mehrere Wasserfälle (Grunas-Wasserfall und Gjeçaj-Wasserfall). Das Gebiet ist beliebt bei Wanderern. Das mittlere Shala-Tal ist als Naturpark geschützt.

## Bevölkerung

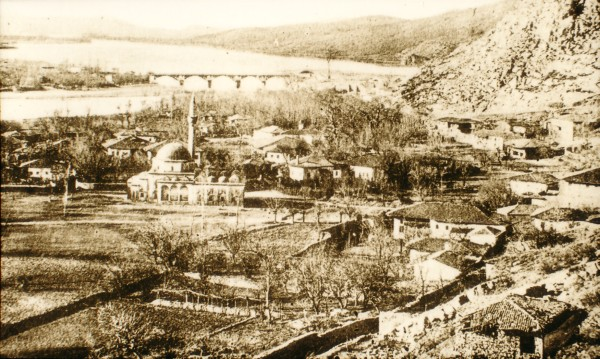
Bleimoschee auf einer alten Fotografie

So vielfältig wie die Landschaft ist auch die Bevölkerung der Region. Die Gegensätze zwischen der Shkodraner Stadtbevölkerung, deren Stadt lange die größte und bedeutendste des Landes war, und der Landbevölkerung aus der Ebene und aus dem Hochgebirge sind und waren schon immer sehr groß. Die Berge von Shkodra gehören zu einem Gebiet, das früher von sehr eigenständigen albanischen Stämmen bewohnt wurde. Die Verwaltung des Osmanischen Reichs konnte in dieser abgeschiedenen Bergwelt nie Fuß fassen, aber auch der albanische Staat hatte und hat Mühe, von den Berglern anerkannt zu werden. Noch immer gehören archaische Sitten, das Gewohnheitsrecht des Kanuns und die Blutrache, zur Lebensweise vor allem in den Bergen Nordalbaniens. Die starke Landflucht seit dem Zusammenbruch des Kommunismus führte viele Bewohner aus den Bergen in die Vorstädte von Shkodra. Die Gemeinde Rrethina, die bis 2015 das Zentrum von Shkodra umgab, war 2011 auf 21.199 Einwohner angewachsen, rund einem Drittel der Bevölkerung der Bashkia Shkodra.
In Shkodra prallten aber auch Religionen aufeinander, da sich in und um die Stadt die katholische Bevölkerung Albaniens zentrierte. Rund zwei Drittel der Einwohner zählen sich zum katholischen Glauben. Etwa ein Viertel ist muslimisch, eine Minderheit orthodox.
Während die Stadt mit ihrem nahen Umfeld lange von verschiedenen Nationalitäten geprägt war – neben den Albanern auch Osmanen und Slawen –, ist die Bevölkerung heute sehr homogen. Etwa 1000 Montenegriner leben in Dörfern in der Umgebung von Shkodra. Eine große Zahl von Roma lebt in der Stadt und an ihren Rändern.

## Geschichte

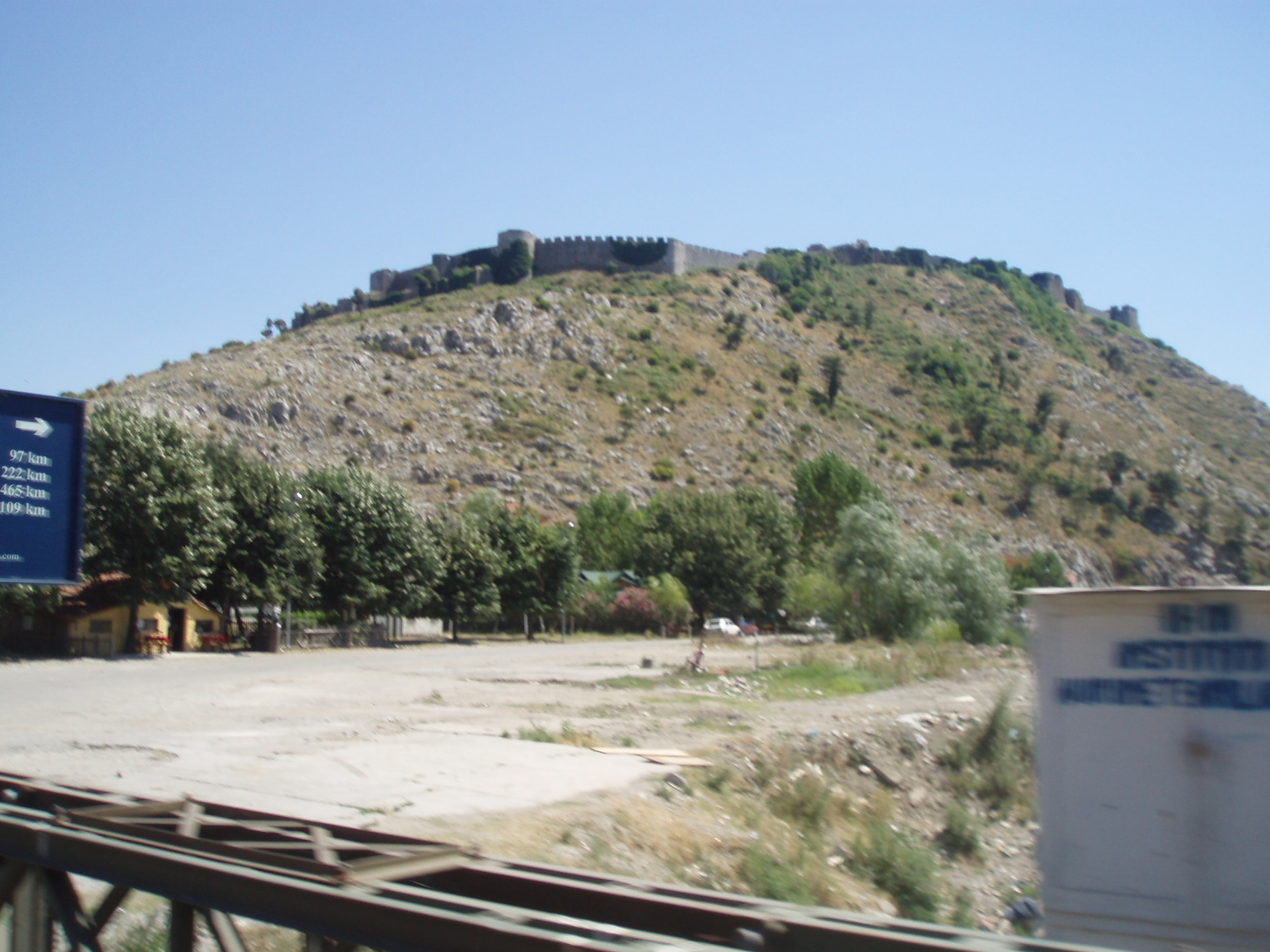
Burg Rozafa in Shkodra

Die Geschichte der Region ist natürlich geprägt von derjenigen der Stadt. Der Burghügel Rozafa wurde schon von den Illyrern befestigt. Die Burg und ihre wechselnden Beherrscher haben bis in die Neuzeit die Geschicke der Stadt bestimmt.
Auch außerhalb der Stadt gibt es noch einige Orte, die ebenfalls eine historische Bedeutung hatten, die aber noch nicht ausreichend erforscht wurden. So ist die unweit von der Brücke von Mes auf einem Hügel östlich von Shkodra gelegene Burg Drisht womöglich einer der ältesten Siedlungsorte Albaniens. Und entlang der Buna gab es in der vor-osmanischen Zeit diverse Kleinstädte (Reç, Dajç) und Kirchen (Kloster von Shirgj).
Am 15. April 1979 erschütterte ein Erdbeben mit Epizentrum bei Ulcinj und einer Stärke von 7,2 Punkten auf der Richterskala Montenegro und Nordalbanien. Es waren 35 Tote zu beklagen. Insbesondere rund um Shkodra wurden sehr viele Häuser beschädigt oder zerstört. Der Wiederaufbau wurde von der Volksrepublik ohne ausländische Hilfe bewältigt. In Shkodra war es neben demjenigen von 1905 das zweite starke Erdbeben im 20. Jahrhundert.
Im Januar 2010 war die ganze Ebene von Velipoja bis zu den Bergen überschwemmt, nachdem es heftig und lange geregnet hatte und die Entlastungsschleusen an den Staudämmen am Drin geöffnet werden mussten. Tausende von Personen mussten evakuiert werden. Auch in Shkodra stand das Wasser in den Strassen.

## Wirtschaft

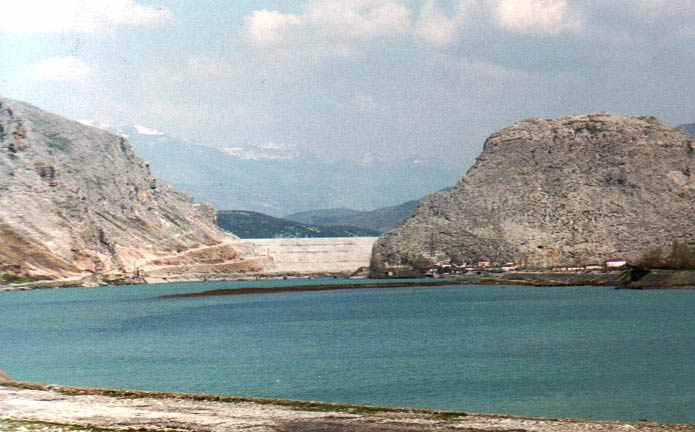
Staumauer von Vau-Deja

In Nordalbanien war die wirtschaftliche Lage in der Transformationszeit schwieriger als in den meisten anderen Regionen Albaniens. Wenig geholfen hat dabei die Unruhe und Rechtlosigkeit, die im Norden stärker verbreitet war. Weite Gebiete in den Bergen sind nach wie vor komplett von jeglichem Fortschritt fast vollständig abgeschnitten.
In Velipoja ist in den ersten Jahren des 21. Jahrhunderts eine schnell wachsende touristische Infrastruktur entstanden. Der Badestrand ist beliebt bei Albanern aus der Region und Kosovo. Auch in Theth entstand ein recht florierender Wanderertourismus mit kleinen Hotels und zahlreichen Zimmern in Privatunterkünften. Die Dörfer Shiroka und Zogaj am westlichen Seeufer sind Ausflugsziele unweit von Shkodra.
Von Bedeutung für das ganze Land sind die Wasserkraftwerke in Koman und Vau-Deja. Ein kleineres Kraftwerk am Unterlauf des Drins errichtete das österreichische Elektrizitätsunternehmen Verbund bei Ashta.

## Verkehr

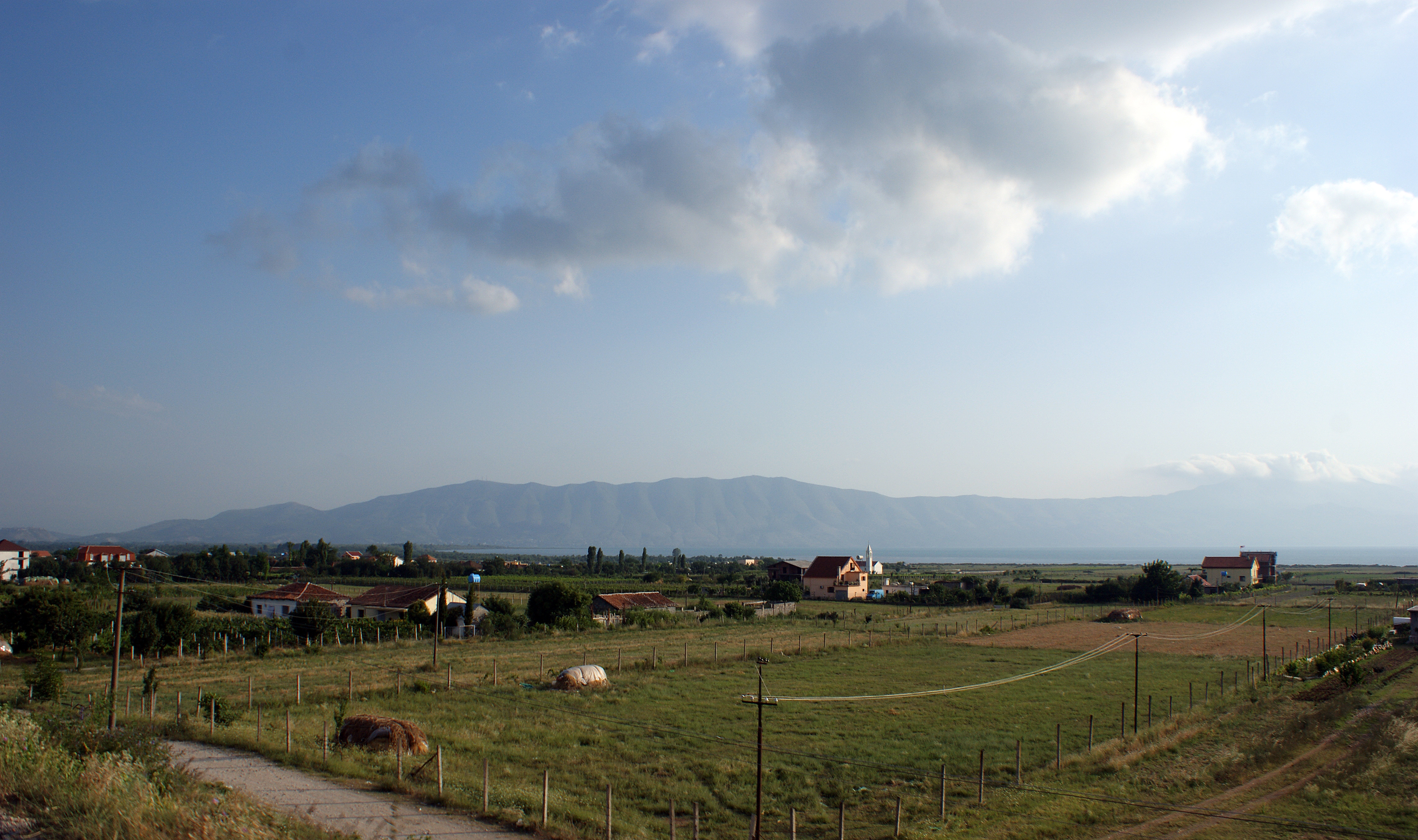
Blick über den Shkodrasee beim Dorf Grila

Dank dem Bau des nördlichen Abschnitts des Nord/Süd-Korridors (SH1) ist Shkodra jetzt gut per Straße mit den Zentren des Landes verbunden. Auch weiter nach Norden über den Grenzort Han i Hotit ins benachbarte Montenegro ist die Straße zwischenzeitlich durchgehend ausgebaut. Ende der 1990er Jahre wurde zwischen Shkodra und Ulcinj ein weiterer Grenzübergang eröffnet, der den Austausch mit dem Nachbarland und der albanischen Minderheit in Montenegro vereinfachte.
Die Stadt ist auch ans Eisenbahnnetz der Hekurudha Shqiptare angebunden: Die einzige internationale Verbindung führt über Shkodra nach Podgorica in Montenegro. Die Bedeutung des Schienenverkehrs ist aber nach wie vor sehr gering. Pläne, auch Personentransport zwischen den beiden Ländern aufzunehmen, wurden bis jetzt noch nicht umgesetzt.
Die Bergregionen sind nur sehr schwierig zu erreichen. Die wenigen Straßen sind ohne Allradfahrzeug kaum passierbar. Hinzu kommt meterhoher Schnee im Winter, so dass zahlreiche Dörfer während Monaten nicht erreichbar sind. In der Region entlang des Koman-Stausees gibt es gar keine Straßen. Die Bewohner benutzen Boote auf dem See, wenn sie ihre Dörfer verlassen wollen. Auf dem Stausee verkehrt zwischen Koman und Fierza im Sommer eine Autofähre und sonst kleinere Fährboote.

## Gemeinden
| Name        | Einwohner (2011) | Gemeindeart | Gehört heute zu |
| ----------- | ---------------- | ----------- | --------------- |
| Shkodra     | 77.075           | Bashkia     | Shkodra         |
| Vau-Deja    | 8.117            | Bashkia     | Vau-Deja        |
| Ana e Malit | 3.858            | Komuna      | Shkodra         |
| Bërdica     | 5.773            | Komuna      | Shkodra         |
| Bushat      | 14.149           | Komuna      | Vau-Deja        |
| Dajç        | 3.885            | Komuna      | Shkodra         |
| Gur i Zi    | 8.085            | Komuna      | Shkodra         |
| Hajmel      | 4.430            | Komuna      | Vau-Deja        |
| Postriba    | 7.069            | Komuna      | Shkodra         |
| Pult        | 1.529            | Komuna      | Shkodra         |
| Rrethina    | 21.199           | Komuna      | Shkodra         |
| Shala       | 1.804            | Komuna      | Shkodra         |
| Shllak      | 671              | Komuna      | Vau-Deja        |
| Shosh       | 304              | Komuna      | Shkodra         |
| Temal       | 1.562            | Komuna      | Vau-Deja        |
| Velipoja    | 5.031            | Komuna      | Shkodra         |
| Vig-Mnela   | 1.509            | Komuna      | Vau-Deja        |